# Kerobokan (Badung)
Kerobokan is een plaats op het Indonesische eiland Bali in de gelijknamige provincie. In de plaats bevindt zich ook de extra beveiligde Kerobokan gevangenis.